# Mikael Vogel

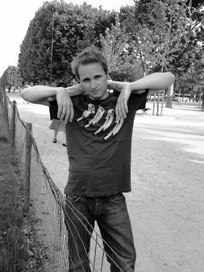
Mikael Vogel, 2009

Mikael Vogel (* 8. August 1975 in Bad Säckingen) ist ein deutscher Lyriker, Schriftsteller und Übersetzer.

## Leben und Werk
Mikael Vogel wurde 1975 in Bad Säckingen geboren. 1994 begann er eine ‚ausschließliche Schreibexistenz’ und seine erste Prosa Seelensturm, die er 2000 fertigstellte. 2001 veröffentlichte er erstmals Gedichte in der Zeitschrift manuskripte.
2002 erhielt Mikael Vogel das Hermann-Lenz-Stipendium u. a. für seine Prosa Das Weltall fällt in sonderbar geformten Stücken. Es folgten weitere Veröffentlichungen in den Zeitschriften Das Plateau und Prolog.
2008 erschien der Gedichtband Kassandra im Fenster, eine Zusammenarbeit mit Friederike Mayröcker und Bettina Galvagni, in der bibliophilen Reihe Lyrik aus der Offizin S. von Siegfried Höllrigl. Der bibliophile Gedichtband O Wildnis Dunkelheit! Nachtgedichte ist eine weitere Zusammenarbeit zwischen Mikael Vogel und Siegfried Höllrigl in der Offizin S. in Meran.
2011 veröffentlichte Mikael Vogel erstmals im Verlagshaus J. Frank den Gedichtband Massenhaft Tiere. Friederike Mayröcker nahm 2012 zwei Gedichte von Mikael Vogel in die Liste ihrer 25 Lieblingsgedichte auf. Diese erschienen 2014 in Mikael Vogels Gedichtband Morphine im Verlagshaus J. Frank.
Mikael Vogels aktueller und dritter Lyrikband im Verlagshaus Berlin (ehemals: Verlagshaus J. Frank) ist unter dem Titel Dodos auf der Flucht. Requiem für ein verlorenes Bestiarium mit Illustrationen von Brian R. Williams im März 2018 erschienen.
2022 war Mikael Vogel nach 2016 zum zweiten Mal für den Lyrikpreis Meran nominiert.
Mikael Vogel lebt in Berlin.

## Auszeichnungen und Ehrungen
- 2002 Hermann-Lenz-Stipendium
- 2015 Yakiuta-Stipendium[15]
- 2016 Medienpreis des RAI-Senders Bozen beim Lyrikpreis Meran[16]
- 2017 Stipendium der Kulturstiftung Rhein-Neckar-Kreis e. V.[17]
- 2019 Stipendium für Schriftsteller des Ministeriums für Wissenschaft und Kunst des Landes Baden-Württemberg (für sechs Monate)
- 2019 Hausacher LeseLenz-Stipendium in der Sparte Prosa/Lyrik[18]

## Werke
- Kassandra im Fenster (mit Friederike Mayröcker und Bettina Galvagni). Lyrik, bibliophile Ausgabe. Offizin S., Meran 2008
- O Wildnis Dunkelheit! Nachtgedichte. Lyrik, bibliophile Ausgabe. Offizin S., Meran 2009
- Massenhaft Tiere. Lyrik. Verlagshaus J. Frank, Berlin 2011. ISBN 978-3-940249-40-1
- Morphine. Lyrik. Verlagshaus J. Frank, Berlin 2014. ISBN 978-3-940249-98-2
- Ebola Global. Prosa. SuKuLTuR, Berlin 2016. ISBN 978-3-95566-059-8
- Dodos auf der Flucht. Requiem für ein verlorenes Bestiarium. Lyrik und Essays. Verlagshaus Berlin, Berlin 2018. ISBN 978-3-945832-26-4

## Veröffentlichungen in Anthologien
- SpinnenNetzTage – Literarischer März 14. Hrsg. Fritz Deppert, Christian Döring und Hanne F. Juritz, Brandes & Apsel Verlag, Frankfurt am Main 2005. ISBN 978-3-86099-509-9
- Zeitkunst. Hrsg. Johannes CS Frank und Aurélie Maurin, Verlagshaus J. Frank, Berlin 2011. ISBN 978-3-940249-97-5
- [Transversalia] Horizontes con versos +++ Horizonte in verkehrten Versen. Hrsg. Rike Bolte und Ulrike Prinz, Verlagshaus J. Frank, Berlin 2011. ISBN 978-3-940249-50-0
- Friederike Mayröcker: Meine 25 Lieblingsgedichte. Hrsg. Reinhard Deutsch, Styria Verlag, Wien 2012. ISBN 978-3-222-13358-9
- Georg Heym: Ich bin von dem grauen Elend zerfressen. Gedichte und Erwiderungen. Hrsg. Florian Voß, Lyrikedition 2000, München 2012. ISBN 978-3-86906-373-7
- all dies hier, Majestät, ist deins – Lyrik im Anthropozän. Hrsg. Anja Bayer und Daniela Seel, kookbooks, Berlin 2016. ISBN 978-3-937445-80-9
- Lob der mechanischen Ente. Hrsg. Tobias Roth, SuKuLTuR, Berlin 2017. ISBN 978-3-955660-62-8
- Jahrbuch der Lyrik 2017. Hrsg. Ulrike Almut Sandig, Schöffling & Co., Frankfurt am Main 2017. ISBN 978-3-89561-680-8
- Jahrbuch der Lyrik 2018. Hrsg. Christoph Buchwald und Nico Bleutge, Schöffling & Co., Frankfurt am Main 2018. ISBN 978-3-89561-681-5

## Veröffentlichungen in Zeitschriften (Auswahl)
- manuskripte 151/2001 (Endzeitmull; Strömungen; Innsbruck) [Lyrik]
- manuskripte 154/2001 (Aus: Blutlinie zurück. Elegien. Selbstgespräch, im alten Kostüm) [Lyrik]
- manuskripte 155/2002 (Aus: Das Weltall fällt, in sonderbar geformten Stücken. Ein Nachlaß. Konvolut eines vergeblichen Dichters, nicht nachgeordnet.) [Prosa]
- manuskripte 158/2002 (Danknotat) [Lyrik]
- manuskripte 160/2003 (Aerogramm; Marsmenschelegie) [Lyrik]
- Das Gedicht 14/2006–07 (Der verliebte Schimpanse) [Lyrik]
- Das Gedicht 15/2007–08 (Die Nacht hatte uns so gefesselt Gespenst an Gespenst) [Lyrik]
- Das Plateau 104/2007 (u. a. Vereinzellt, und Betteln wie die Münder (diese sind die Erfrierungen); mit 1 Tàpiesbleistift geschrieben) [Lyrik]
- Das Plateau 110/2008 (Francis Bacons Augen) [Prosa]
- Das Plateau 115/2009 (Die Zerstörung der bestehenden Verhältnisse) [Prosa]
- Triëdere 2/2010 (u. a. Posttraumatisches Belastungsstörungsgedicht; Motten und Maden; Lunatic Blues; Nicht zusammenbleiben) [Lyrik]
- wortwerk No 6_2/10 (Die Räder der Zeit, ihre wilden Verspringungen im Asphalt, den dunklen Wegen) [Lyrik]
- um[laut] 09/2011 (Revolutionsrede eines Tumors vor der Vollversammlung des Vorstands) [Prosa]
- Wespennest 160/2011 (u. a. Das wirre Atelier der Verlassenheit, deines Fehlens, du hast mir das Denken mit deinen Zahlenfiebern verfiebert; NOCH IMMER ZÜNDEN DEINE) [Lyrik]
- Triëdere 2/2011 (u. a. Nadeln; Blutgeld für blutige Erinnerungen; Schizoide Gedichte für eine alte schizoide Liebe) [Lyrik]
- Das Plateau 129/2012 (Stimmen der Nacht) [Prosa]
- manuskripte 196/2012 (u. a. Zwei Parise; Morphine; Das Zahnfleisch des Hais / in Strudeln, Erinnerungsbissen, blutig) [Lyrik]
- MATRIX 2/2012: Atmendes Alphabet für Friederike Mayröcker (Mit 1 Tàpiesbleistift geschrieben; Die Abschiedsworte (an den Rändern der Poesie)) [Lyrik]
- manuskripte 200/2013 (An den Schluckspecht; Blutbankenblues; Samenbankblues; Verrücktes Liebeslied der kleinen huschenden Maus im Eulenschwalmkäfig; Mensch in Zoovitrine) [Lyrik]
- PROTO 04/2013 (u. a. Unter deinen Mund geschrieben; Ausgestorbenes Gedicht für eine ausgestorbene Art, das Knistern unter unseren Kleidungen, aßen Lichtflocken aus unseren zerwühlten Haaren) [Lyrik]
- Triëdere 2/2013 (Ebola Global) [Prosa]
- manuskripte 202/2013 (An den letzten Dodo; Die Stellersche Seekuh; Das Riesenfaultier; Der Arabische Strauß; Das Quagga; An die Concorde; An den trauernden Kater; Dodo-Dada-Gedicht) [Lyrik]
- Triëdere 1/2015 (Eine Exaltation ausgestorbener Vögel mit Brian Williams) [Lyrik]
- Triëdere 1/2016 (Japangedichte) [Lyrik]
- manuskripte 218/2017 (Elegie vom Stephenschlüpfer; Der Guam-Fliegenschnäpper; Vor einem nahezu vollständigen Dodo-Skelett in Paris, das Meer der Träume) [Lyrik]

Außerdem mehrere Veröffentlichungen in der Berliner Künstler-Zeitschrift Prolog seit 2007 sowie zahlreiche Lyrikübersetzungen aus mehreren Sprachen (u. a. Sylvia Plath, T. S. Eliot, Percy Bysshe Shelley, Arthur Rimbaud, Michelangelo).

## Hörproben
- Massenhaft Tiere – Lesung, Verlagshaus J.Frank, 2011. http://soundcloud.com/verlagshaus/massenhaft-tiere
- Massenhaft Tiere – Lesung, Verlagshaus J.Frank, 2011. https://www.youtube.com/watch?v=A8LyrOayBYw
- Der Hai trägt seine Hoden – Lesung, Literatur in Weissensee, 2013. https://www.youtube.com/watch?v=4pFnel8LI1s
- An den Schluckspecht – Lesung, Literatur in Weissensee, 2013. https://www.youtube.com/watch?v=3XVDMrnt-R8